# Jaap Huisman
Jaap Huisman (Arnhem, 1953) is een Nederlands journalist en schrijver, die veel heeft geschreven over architectuur en vormgeving voor de Volkskrant, Vrij Nederland, De Groene Amsterdammer en Het Parool.

## Leven en werk

### Jongere jaren
Huisman werd geboren in Arnhem, waar zijn ouders wegens de Watersnood van 1953 waren uitgeweken. Hij studeerde van 1973 tot 1977 rechten aan de Radboud Universiteit. In 1977 brak hij zijn studie voortijdig af, en begon als eindredacteur voor het Dagblad voor Noord-Limburg in Venlo.
In 1979 publiceerde hij zijn eerste krantenartikelen in de Volkskrant in de rubriek Dag In, Dag Uit onder redactie van onder anderen Piet van Seeters en Ineke Jungschleger. Eind dat jaar publiceerde hij ook een eerste langer artikel over jonge dienstplichtigen in het leger.
Bij de Volkskrant was Huisman begonnen bij de binnenlandredactie, later stapte hij over naar de kunstredactie. Daar schreef hij met name over architectuur en vormgeving, en vanaf eind jaren 1980 publiceerde hij zijn eerste boeken hierover. Zijn eerste architectuurartikel betrof de restauratie van het Entrepotdok Amsterdam. Hij deed ook interviews met onder anderen Daniel Libeskind en Rem Koolhaas. Hij schreef ook over muziek. Zo maakte hij een reportage van het laatste concert van Doe Maar en interviewde de Eurythmics en Philip Glass.
In 1991 werd Huisman met Volkskrant-fotograaf Wim Ruigrok onderscheiden met de Heemschut Persprijs voor hun artikel over de verbouwing van Het Prinsenhof in Amsterdam tot hotel. Tot 1998 bleef hij redacteur bij de Volkskrant, en daarna ging hij aan de slag als architectuurcriticus bij Vrij Nederland.

### Verdere carrière en publicaties
Van 2001 tot 2015 was hij hoofdredacteur bij het tijdschrift SMAAK (Stedenbouw, Monumentenzorg, Architectuurbeleid, Architectuur en Kunst) van de Rijksgebouwendienst. Van 2010 tot 2016 was Huisman tevens bestuurslid bij de Amsterdamse kunstraad.
Tot 2019 publiceerde Huisman bij elkaar genomen een dertigtal boeken, voornamelijk over architectuur. Hij debuteerde in 1989 met een boek over grand cafés in Nederland. Hij schreef verder over de Nederlandse treinstations en hun omgeving en twee overzichten over Nederlandse architectuur; Lelijk gebouwd Nederland en Mooi gebouwd Nederland. Hij publiceerde verder over het nieuwe stadsdeel Céramique in Maastricht, de vernieuwde Ridderzaal en het Mauritshuis, beide in Den Haag, en het vernieuwde Rijksmuseum Amsterdam.
In 2011 publiceerde Huisman een boekje over haartransplantatie getiteld Kaalheid is een keuze. Enige jaren eerder had hij zelf een haartransplantatie ondergaan, en sindsdien was hij zich gaan verdiepen in de betekenis daarvan voor mensen in het dagelijks leven.
Ter gelegenheid van de uitreiking van de Johannes Vermeerprijs in 2013 aan Rem Koolhaas schreef Huisman met Cas Smithuijsen een boek over het werk van Koolhaas en zijn Office for Metropolitan Architecture.

## Publicaties (selectie)
- 1989: Grand cafés in Nederland, SDU uitgeverij.
- 1991:Lelijk gebouwd Nederland: de 50 grootste missers, SDU.
- 1992: Mooi gebouwd Nederland: de selectie 50 mooiste, Sdu Uitgeverij Koninginnegracht.
- 1999: 100 Jaar bouwkunst in Amsterdam = An outline of Amsterdam architecture since 1900, Architectura & Natura.
- 1999: Cahiers Céramique I + II. Maastricht maakt een stadsdeel, Gemeente Maastricht [met John Cüsters].
- 2000: Honderd jaar wonen in Nederland: 1900-2000, Uitgeverij 010.
- 2006: Eerherstel voor een feestzaal: de hernieuwde Ridderzaal, Rijksgebouwendienst.
- 2011: Kaalheid is een keuze, Uitgeverij Thoth.
- 2013: Het nieuwe Rijksmuseum. Cruz y Ortiz Architects, nai010 publishers.
- 2014: The Mauritshuis: Hans van Heeswijk Architects, nai010 publishers.
- 2015: Het streven naar grenzeloosheid: de ongrijpbare Rem Koolhaas.